# Радујевачка пешчара
Радујевачка пешчара је пешчара Дунавског слива Карпатске Србије у Неготинској Крајини, на североистоку Србије, у непосредној близини друге пешчаре, Неготинске.
Ова пешчара је део ланца пешчара сличноg порекла у микрорегиону Источне Србије уз Дунав (види: Пешчара).
Административно се налази у Општини Неготин, а ситуирана је северно од реке Тимок на око 4,5 km од ушћа реке у Дунав. Налази се уз сам Дунав а такође и у нижој котлини између именодавног Радујевца са истока и Србова и Буковче на југу, а протеже се уздужно у правцу Неготина. Представља остатак еолског наноса из Дунава на његовој десној обали. Пешчара покрива приближно 14 km².

## Изглед, живи свет
Пешчаре су јединствене и представљају геолошку и биолошку вредност, нарочито њихова станишта са отвореним песком. Због тежње човека да покретни песак веже а и генерално, да сваки педаљ пејзажа уреди, данас имамо само мале фрагменте правих пешчара, али се и њихов песак копа и експлоатише.
Што се биљног покривача тиче, пешчара код Радујевца је интензивно култивирана и прекривена плантажним виноградима и воћњацима, од којих су неки запарложени што помаже да се барем делимично поврати некадашњи природни изглед пешчаре. Један део је покривен шумском и грмастом вегетацијом. Отвореног песка има мало, а покретног само на местима где се вештачки експлоатише. Динског рељефа нема, релативне висинске разлике се крећу у опсегу 5-8 m.